# Deutschsprachige Minderheiten
Unter deutschsprachigen Minderheiten versteht man meist autochthone Bevölkerungsgruppen in Gebieten außerhalb Deutschlands, Österreichs, der Schweiz, Luxemburgs und Liechtensteins. Diese ethnischen Minderheiten entstanden in den vergangenen Jahrhunderten unter anderem durch die hochmittelalterliche Ostsiedlung, durch gezielte Auswanderungsbewegungen, durch religiös oder politisch motivierte Flüchtlingsströme sowie durch Grenzverschiebungen und Vertreibungen nach Kriegen, vor allem den beiden Weltkriegen im 20. Jahrhundert. Angehörige von deutschsprachigen Minderheiten im engeren Wortsinn besitzen im Allgemeinen die Staatsangehörigkeit des Landes, in dem sie wohnen, beispielsweise Auslandsdeutsche.

## Zuordnung
In Artikel 32 der KSZE-Deklaration von Kopenhagen (Juni 1990) wird ausdrücklich betont, dass die „Zugehörigkeit zu einer nationalen Minderheit Angelegenheit der persönlichen Entscheidung eines Menschen ist und als solche für ihn keinen Nachteil mit sich bringen darf“. Das bedeutet, dass die betroffenen Menschen selbst darüber entscheiden, ob sie in einem bestimmten Kontext als Staatsangehörige des Landes betrachtet werden wollen, in dem sie leben, oder als Angehörige einer (hier: der deutschen) Minderheit in dem Land, in dem sie sich ständig aufhalten.

## Geographische Verteilung

### Europa

Offizielle Amtssprache
Ko-offizielle Amtssprache, doch nicht Muttersprache der Bevölkerungsmehrheit
Rechtlich anerkannte Minderheitensprache

#### Belgien
Deutsch ist neben Niederländisch und Französisch eine der drei Landessprachen Belgiens. Die über 77.000 deutschsprachigen Staatsbürger Belgiens dürften hinsichtlich ihrer weitgehenden Minderheitenrechte die am besten gestellte deutsche Minderheit in einem mehrheitlich anderssprachigen Land sein. Ihr Siedlungsgebiet, die Ostkantone, wurde 1920 nach dem Ersten Weltkrieg von Belgien annektiert. Dort bilden die deutschsprachigen Belgier die Mehrheitsbevölkerung. Sie stellen, obwohl zur überwiegend französischsprachigen Region Wallonien gehörend, also ohne eigene Region, neben den beiden großen Gemeinschaften, der Flämischen und der Französischen, eine eigene Deutschsprachige Gemeinschaft.
Über das offizielle deutsche Sprachgebiet hinaus gibt es in Belgien Regionen mit deutschsprachigen Minderheiten. Für die luxemburgischsprachige (moselfränkischer Dialekt) Bevölkerung im Areler Land (im Südosten) und um Bochholz (Französisch Beho) (im Nordosten) der überwiegend wallonisch-/französischsprachigen belgischen Provinz Luxemburg an der Westgrenze des Großherzogtums besteht kein offizieller Status als Minderheit, da sie nicht zum Gebiet der deutschsprachigen Gemeinschaft gehört und so weder Deutsch noch Luxemburgisch dort geschützt wird. Etwas besser geschützt ist die deutsche Sprachminderheit im Kanton Malmedy, die Spracherleichterungen (Fazilitäten) genießt. Für die Plattdeutschen Gemeinden im Montzener Land, in dem Deutsch und südniederfränkische Übergangsdialekte gesprochen werden, gelten freiwillige Fazilitäten.

#### Dänemark
- Ca. 15.000–20.000 deutsche Nordschleswiger leben im südlichen Dänemark. Ihr Siedlungsgebiet Nordschleswig fiel nach dem Deutsch-Dänischen Krieg an Preußen bzw. Deutschland, nach der Volksabstimmung in Schleswig 1920 kam es aufgrund seiner überwiegend dänischen Bevölkerung wieder zu Dänemark. Im angrenzenden, bis heute deutschen Südschleswig gibt es entsprechend eine dänische Minderheit.

#### Finnland
- Finnlanddeutsche leben bzw. lebten vor allem im heute russischen Wiburg (Wyborg, seit dem späten Mittelalter) und in Helsinki (seit dem 19. Jahrhundert).

#### Frankreich
Elsässer und Deutsch-Lothringer in Frankreich: das Elsass und später Lothringen wurden ab dem 16. Jahrhundert nach und nach von Frankreich annektiert (die Stadt Mülhausen gehörte bis 1798 zur Schweiz) und wechselten seitdem vier Mal zwischen Deutschland und Frankreich hin und her. Ab 1919 versuchte die zentralistische Regierung entsprechend der französischen Sprachpolitik auch gegenüber anderen Regionalsprachen, verschärft durch den nach zwei Kriegen gerade gegenüber Deutschland feindlichen Nationalismus, Deutsch und die regionalen Dialekte Elsässerdeutsch und fränkisches Lothringisch zu verdrängen zugunsten nationaler Einsprachigkeit, was bei weiten Teilen der Bevölkerung auf entschiedenen Widerstand stieß. Dieser wurde jedoch durch die Ereignisse des Zweiten Weltkrieges, die Eindrücke von der Nazi-Herrschaft mit Verboten all dessen, was französisch erschien, die Befreiung mit den daraus folgenden Schuldkomplexen gebrochen. Inzwischen hat sich der Prozess der Assimilation verselbständigt, und Deutsch bzw. die Dialekte sind vom Aussterben bedroht. Die Weitergabe an die Kinder ist fast vollständig unterbrochen, was auch auf die zeitweilige, nach 1944 bis in die 1970er Jahre übliche Sprachpolitik zurückgeht, Deutsch auch aus der Bildung (selbst als Fremdsprache) weitestgehend zu verdrängen, anfangs auch bei Strafe zu verbieten, Deutsch bzw. Dialekt zu sprechen. Die einstige deutsche Muttersprache wird heute ausgiebig nur noch von den vor 1970 geborenen Elsässern und Deutsch-Lothringern, und auch da fast nur im privaten Umfeld, überwiegend auf dem Land, gesprochen.

#### Italien
- Südtiroler in der Autonomen Provinz Bozen-Südtirol: Dort leben etwa 300.000 deutschsprachige Südtiroler mit einem Autonomiestatus. Deren Muttersprache ist auch eine der Amtssprachen der Region Trentino-Südtirol, die auch die Autonome Provinz Trient umfasst (siehe auch: Rechtliche Stellung der deutschen Sprache in Südtirol). Das zuvor zum Kaiserreich Österreich-Ungarn gehörende Gebiet (siehe Gefürstete Grafschaft Tirol) fiel 1920 nach dem Untergang des Habsburger Vielvölkerreiches an das Königreich Italien.
- Die Fersentaler im Trentino.
- Die Walser leben in den an ihre Herkunftsregion, den Schweizer Kanton Wallis, angrenzenden italienischen Alpentälern im Aostatal und Piemont.
- Die Zimbern leben in mehreren kleinen Sprachinseln im Trentino sowie im Veneto, von denen Lusern im Trentino am besten erhalten ist.
- Kanaltaler und Tischlwanger (Kärntner Mundarten), Zahrer und Pladner (Tiroler Mundarten) in Friaul-Julisch Venetien.

#### Litauen
In der 1920 unabhängig gewordenen Republik Litauen zählte die deutsche Minderheit, die auf diesem Gebiet seit dem 14. Jahrhundert ansässig ist, ungefähr 45.000 Angehörige. Als das 1920 durch den Versailler Vertrag von Ostpreußen, und somit vom Deutschen Reich, abgetrennte Memelland drei Jahre später von Litauen annektiert wurde, wuchs die Anzahl der Deutschen beträchtlich. Von den über 140.000 Bewohnern des Memellandes bezeichneten sich im Jahr 1925 laut einer litauischen Volkszählung 72,5 % als Deutsche, womit sich die Zahl der Litauerdeutschen mehr als verdoppelte.
Nach der Volkszählung von 2011 identifizierten sich nur noch 3235 Einwohner Litauens als ethnische Deutsche, was einem prozentualen Anteil von 0,11 % an der Gesamtbevölkerung entspricht.

#### Polen
Siehe Hauptartikel Deutsche Minderheit in Polen
Die deutsche Minderheit in Polen besteht vor allem aus Deutschen, die nach dem Ende des Zweiten Weltkrieges und der Vertreibung 1945 in den ehemaligen Ostgebieten des Deutschen Reiches geblieben sind, sowie deren heute dort lebenden Nachfahren. Eine Besonderheit im Falle Polens stellt der Umstand dar, dass dort Menschen leben, die 1945 Bürger des Deutschen Reichs waren, die nach deutschem Recht (Art. 116 GG) nie ihre deutsche Staatsangehörigkeit verloren haben und deren Nachkommen sich demzufolge nach dem „ius sanguinis“ gegebenenfalls darauf berufen können, ebenfalls einen Anspruch auf die deutsche Staatsangehörigkeit zu besitzen. Somit haben 239.300 Personen in Polen die polnische und deutsche Staatsbürgerschaft.
Die ehemaligen preußischen Provinzen Pommern, Ostbrandenburg, Schlesien, Westpreußen, Danzig sowie das nördliche Ostpreußen waren nach der Ostkolonisation überwiegend deutsch besiedelt, während es im südlichen Ostpreußen vor allem in Masuren, in der Provinz Posen, im südlichen Teil der preußischen Provinz Westpreußen aber auch in den ländlichen Gebieten Oberschlesiens schon immer unterschiedlich große Anteile polnischer bzw. slawischer Bevölkerung gab.
Eine ausschließlich deutsche Volkszugehörigkeit gaben in der Volkszählung von 2011 rund 45.000 Personen an. Dazu kommen 103.000 Personen, die eine deutsche und zugleich eine weitere Nationalität oder Ethnie, zumeist eine polnische, angaben. Die meisten von ihnen leben in der Woiwodschaft Opole. Etwa 58.000 Personen gaben an, deutsche Muttersprachler zu sein, weitere 38.000 Personen gaben an, zu Hause deutsch zu sprechen.

#### Rumänien
- Die deutschen Minderheiten in Rumänien werden heute zusammenfassend als Rumäniendeutsche bezeichnet. Die wichtigsten Volksgruppen innerhalb der Rumäniendeutschen bilden die Siebenbürger Sachsen und die Banater Schwaben. Weitere deutschsprachige Minderheitsgruppen in Rumänien sind die Bukowinadeutschen, Banater Berglanddeutsche, Sathmarer Schwaben, Siebenbürger Landler (Protestanten), Dobrudschadeutsche, Regatsdeutsche, die Zipser in Rumänien und ehemals die Bessarabiendeutschen. Ein prominenter Vertreter dieser Volksgruppe ist der frühere rumänische Präsident Klaus Johannis.

#### Spanien
- Die Deutschen in Spanien sind keine traditionelle Minderheit, vielmehr wählen einige Deutsche dieses Land als Alterssitz oder sind ab etwa 1960 dorthin ausgewandert. Auf Mallorca leben etwa 31.000 Deutsche, was einen Anteil von 3,5 % der Bevölkerung der Insel ausmacht. Auf den Kanarischen Inseln leben etwa 36.000 Deutsche, was einen Anteil von 1,7 % der Bevölkerung ausmacht.

#### Slowakei
- Karpatendeutsche, die Deutschen in der Slowakei, unterteilt in die Untergruppen der Hauerländer, Pressburger Deutschen und Zipser Sachsen siedelten dort seit dem 13. Jahrhundert. 1938 gab es knapp 130.000 Deutsche in der Slowakei, heute sind es noch rund 6000. Ein prominenter Vertreter dieser Volksgruppe ist der frühere slowakische Präsident Rudolf Schuster.

#### Tschechien
- Als Deutschböhmen und Deutschmährer oder Sudetendeutsche bezeichnet man die deutsche Bevölkerung in den Ländern Böhmen, Mähren und Tschechisch-Schlesien, dem heutigen Tschechien. Diese Bevölkerungsgruppe von rund 3,2 Millionen Menschen, Bürger im Kaisertum Österreich, wurde 1918 nach Gründung der Tschechoslowakei bis 1938 zu einer „deutschen Minderheit im Ausland“. Sie wurden nach dem Zweiten Weltkrieg fast vollständig nach Deutschland und Österreich vertrieben.
- Deutsche in Tschechien, der nach der Vertreibung im Land verbliebene Bevölkerungsteil, heute etwa 40.000 Menschen.

#### Ukraine
- Bukowinadeutsche (bis 1940, mit Rumänien)
- Galiziendeutsche, (mit Polen)
- Karpatendeutsche in der Ukraine (seit 1945)
- Schwarzmeerdeutsche, aus dem Gebiet der heutigen Ukraine
- Wolhyniendeutsche (wurden unter Stalin hauptsächlich nach Zentralasien deportiert oder 1939 als „Volksdeutsche“ von den Nationalsozialisten ins Deutsche Reich umgesiedelt)

#### Weitere deutschsprachige Minderheiten in Europa
- Bessarabiendeutsche
- Bulgariendeutsche
- Deutsch-Balten in Estland und Lettland. Sie wurden 1939/40 fast vollständig als „Volksdeutsche“ ins Deutsche Reich umgesiedelt.
- Dobrutschadeutsche (bis 1940)
- Donauschwaben, darunter Banater Schwaben, Sathmarer Schwaben
- Gottscheer
- Jugoslawiendeutsche bzw. Serbiendeutsche, Kroatiendeutsche und Sloweniendeutsche
- Kaukasiendeutsche
- Krimdeutsche
- Russlanddeutsche (Sammelbegriff für ethnische Deutsche des Russischen Kaiserreichs und der Sowjetunion)
- Ungarndeutsche
- Wolgadeutsche (wurden unter Josef Stalin hauptsächlich nach Zentralasien deportiert)

### Afrika
- Deutschnamibier – Nachfahren deutschstämmiger Siedler und Angehöriger der Schutztruppe aus der Zeit Deutsch-Südwestafrikas.
- Deutsche in Südafrika (u. a. Deutsche in Natal)
- Angola-Deutsche – Nachfahren deutschstämmiger Siedler in der ehemals portugiesischen Kolonie Angola.

### Amerika

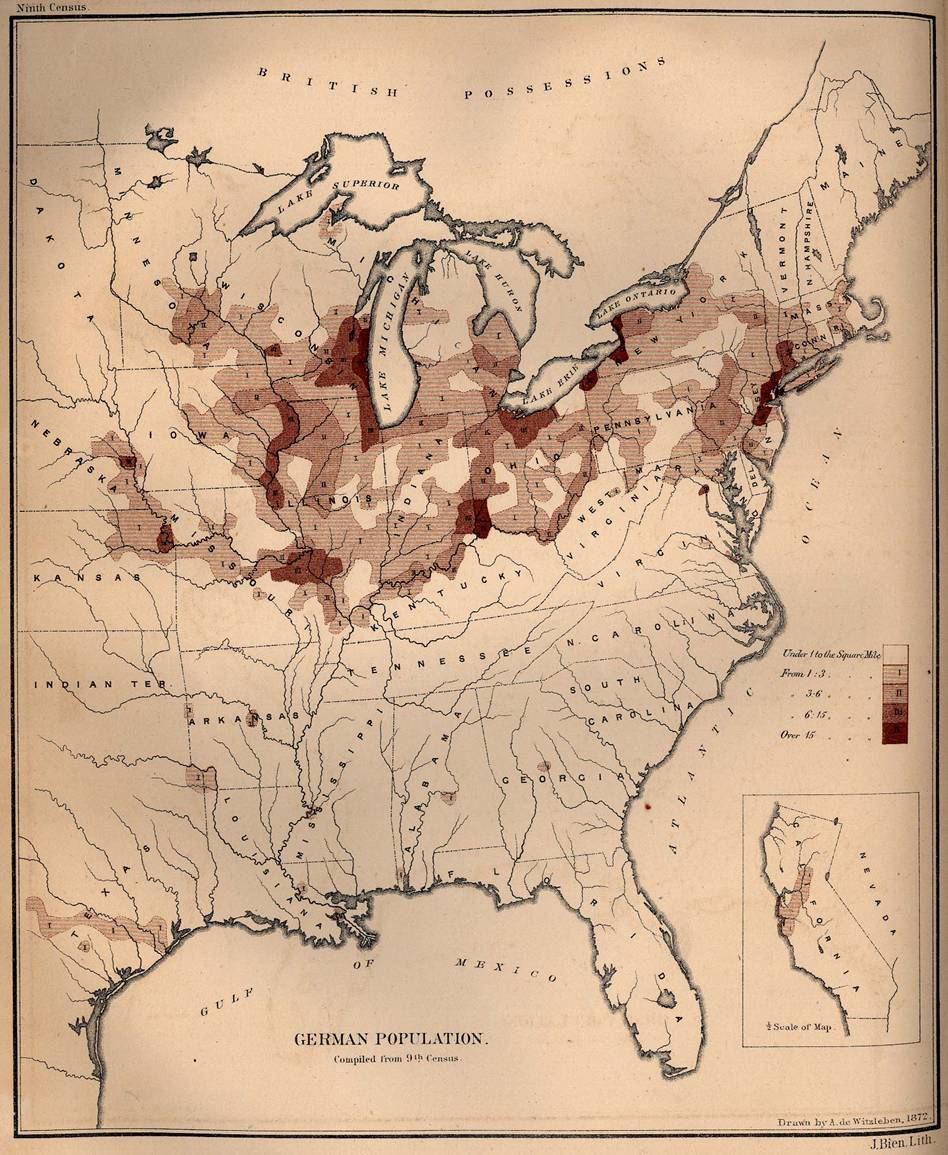
Deutschsprachige Bevölkerung in den USA, 1872

#### Angloamerika
- Deutschamerikaner, Deutsche Überseewanderung
  - Texasdeutsche
  - Amische, Mennoniten u. a. (Pennsylvania Dutch)
  - Hutterer
- Deutschkanadier

#### Lateinamerika
- Deutschsprachige in Lateinamerika
  - in Argentinien (Belgranodeutsch)
  - in Belize (eine Gruppe vorwiegend Plautdietsch sprechender Mennoniten)
  - in Brasilien (Deutschbrasilianer, Riograndenser Hunsrückisch, siehe auch Deutsche Einwanderung in Brasilien)
  - in Chile (deutsche Minderheit in Chile)
  - in Mexiko (deutsche Minderheit in Mexiko)
  - in Paraguay
  - in Uruguay
  - in Venezuela (früher Alemán Coloniero)

### Asien
- Deutsche in Aserbaidschan
- Kasachstandeutsche
- Kirgisistandeutsche
- Usbekistandeutsche
- Jeckes, deutschsprachige Juden in Israel, die überwiegend vor, während und nach der Zeit des Nationalsozialismus dorthin geflohen sind.[6][7]
- Bosporus-Deutsche in und um Istanbul

### Australien und Ozeanien
- Deutschsprachige in Australien (Deutsch-Australier)
- Siedlungsgeschichte deutschsprachiger Einwanderer in Neuseeland

## Ethno-religiöse Minderheiten

### Täufer
Die Mennoniten, Amischen und Hutterer entstammen der radikal-reformatorischen Täuferbewegung Mitteleuropas. Seit dem frühen 18. Jahrhundert wanderten Teile der Mennoniten sowohl nach Nordamerika als auch in die Ukraine und Russland aus. Hier bildeten sie zum Teil geschlossene ethno-religiöse Siedlungen. Die aus Norddeutschland und den Niederlanden in die Ukraine und später nach Nord- und Südamerika ausgewanderten Mennoniten bildeten schließlich die Gruppe der Russlandmennoniten, die zum Teil bis heute am Plautdietschen (einer Variante des Niederdeutschen) als Umgangssprache festhält. Die aus Süddeutschland, dem Elsass und der Schweiz nach Amerika ausgewanderten Mennoniten und Amischen sprechen zum Teil bis heute Pennsylvania Dutch (einer vor allem auf pfälzischen Dialekten aufbauende Variante des Hochdeutschen). Die ebenfalls im 19. Jahrhundert nach Nordamerika ausgewanderten Hutterer sprechen zum Teil bis heute Hutterisch (einer vor allem auf bairisch-österreichischen Dialekten aufbauenden Variante des Hochdeutschen). Größere mennonitische Siedlungen bestehen in der Ukraine, Russland, in Kanada (Manitoba), den USA, in Mexiko, Belize und Paraguay (im Chaco).

### Radikale Pietisten
Auch aus dem Bereich des radikalen Pietismus gab es im 18. und 19. Jahrhundert Auswanderungbewegungen nach Nordamerika. Zu nennen sind vor allem die täuferisch-pietistischen Schwarzenau Brethren und die Inspirierten. Letztere gründeten unter anderem die Amana Colonies in Iowa, wo zum Teil noch Amanadeutsch (auch Koloniedeutsch) gesprochen wird. Auch die pietistischen Herrnhuter gründeten anfangs geschlossene Siedlungen wie die Stadt Bethlehem in Pennsylvania.
Andere Radikale Pietisten wanderten nach Kaukasien aus.